# Coxcontla
Coxcontla är en ort i Mexiko.   Den ligger i kommunen Huatusco och delstaten Veracruz, i den sydöstra delen av landet, 220 km öster om huvudstaden Mexico City. Coxcontla ligger 1 522 meter över havet och antalet invånare är 119.
Terrängen runt Coxcontla är lite bergig, och sluttar österut. Runt Coxcontla är det tätbefolkat, med 276 invånare per kvadratkilometer. Närmaste större samhälle är Huatusco de Chicuellar, 6,4 km nordost om Coxcontla. I omgivningarna runt Coxcontla växer i huvudsak städsegrön lövskog.